# Neomphaliones
Neomphaliones là một phân lớp thân mềm sống ở vùng nước sâu (động vật chân bụng ở biển), trong lớp Gastropoda.

## Phân loại
Theo sửa đổi phân loại của lớp Chân bụng do Bouchet & Rocroi et al. 2017, phân lớp này chỉ bao gồm các bộ sau:

- Cocculinida
- Neomphalida